# Null Acht
Null Acht (mit dem Untertitel Magazin für Rasenpflege) war ein österreichisches Fußballmagazin, das von Oktober 2007 bis März 2009 vom Wiener Verlag Club Bellevue herausgegeben wurde. Das Magazin erschien in Summe sechsmal. Aufgelegt wurden zwischen 10.000 und 40.000 Stück, vertrieben wurde es im Zeitschriftenhandel (Morawa) und via Abonnements. Null Acht hatte das Format 230 mm auf 320 mm, mit einem Umfang von mindestens 64 Seiten.

## Inhalt
Null Acht war ein vereinsunabhängiges Magazin für Fußballkultur. Der Fokus wurde unter anderem auf ausführliche Interviews (Ballgespräche) gelegt, zum Beispiel mit: Paul Gludovatz, Carsten Jancker, Robert Seeger, Andy Marek, Udo Huber, Günter Benkö, Raphael Honigstein, Alfred Tatar und dem ehemaligen Kapitän der brasilianischen Seleção: Sócrates. Jede Ausgabe behandelte weiters ein Schwerpunktthema (Zentrales Mittelfeld), wie zum Beispiel Doping (Ausgabe 4), oder Brasilien (Ausgabe 6). Im Ressort Im Abseits wurden Artikel über Randerscheinungen bzw. wenig beachtete Aspekte des Fußballs veröffentlicht, zum Beispiel über die Fußballweltmeisterschaft der Obdachlosen, Sepak Takraw oder dem Peladão, einem der größten Amateurfußballturniere der Welt, im brasilianischen Bundesstaat Amazonas.

## Redaktion, Autoren und Verlag
Das Fußballmagazin wurde von Alois Gstöttner gegründet, der auch als Herausgeber und Chefredakteur fungierte. Ab der vierten Ausgabe war auch Christoph Schmiedhofer als Chefredakteur tätig. Weitere Redaktionsmitglieder waren: Markus Eder, Martin Fetz, Karina Lackner, Jürgen Pucher, Joachim Techt und der Fotograf David Schreyer. Zu den etabliertesten Autoren zählten der deutsche Sportjournalist Ronald Reng und der FM4-Moderator Martin Blumenau.
Der Verlag Club Bellevue war ebenfalls Herausgeber des Kulturmagazins Bob, das nach einem Rechtsstreit mit der Mobilkom Austria AG, bzw. der Mobilfunkmarke Bob, im Jahr 2007 eingestellt wurde. Nach der Eigendefinition ist der Club Bellevue eine „unabhängige Plattform zur journalistischen Auseinandersetzung mit Kultur, Sport und Gesellschaft“.

## Filmreihe: Im Flutlicht
Parallel zum Magazin wurde im Wiener Programmkino Schikaneder eine monatliche Fußball-Filmreihe – mit dem Namen Im Flutlicht – initiiert. Der erste Film war die Österreich-Premiere von Maradona by Kusturica des Regisseurs Emir Kusturica im Oktober 2009. Im Vorfeld der Fußball-Weltmeisterschaft 2010 in Südafrika wurden wöchentlich Filme bzw. Reportagen mit Afrika-Schwerpunkt gezeigt.

## Auszeichnungen
Die dritte Ausgabe von Null Acht wurde im Dezember 2008 beim internationalen Joseph Binder-Award mit Silber prämiert. Die sechste und letzte Ausgabe wurde im Frühling 2010 beim CCA-Award ausgezeichnet.

## Vergleichbare Magazine
Der Ansatz, sich dem Fußball abseits von Spielergebnissen und Matchberichten kulturell zu nähern, wird und wurde im deutschen Sprachraum außerdem von den Fußballmagazinen Der tödliche Pass, 11 Freunde, Rund, Transparent (Deutschland), Zwölf (Schweiz) und ballesterer (Österreich) verfolgt.